# Qatar Emiri Air Force

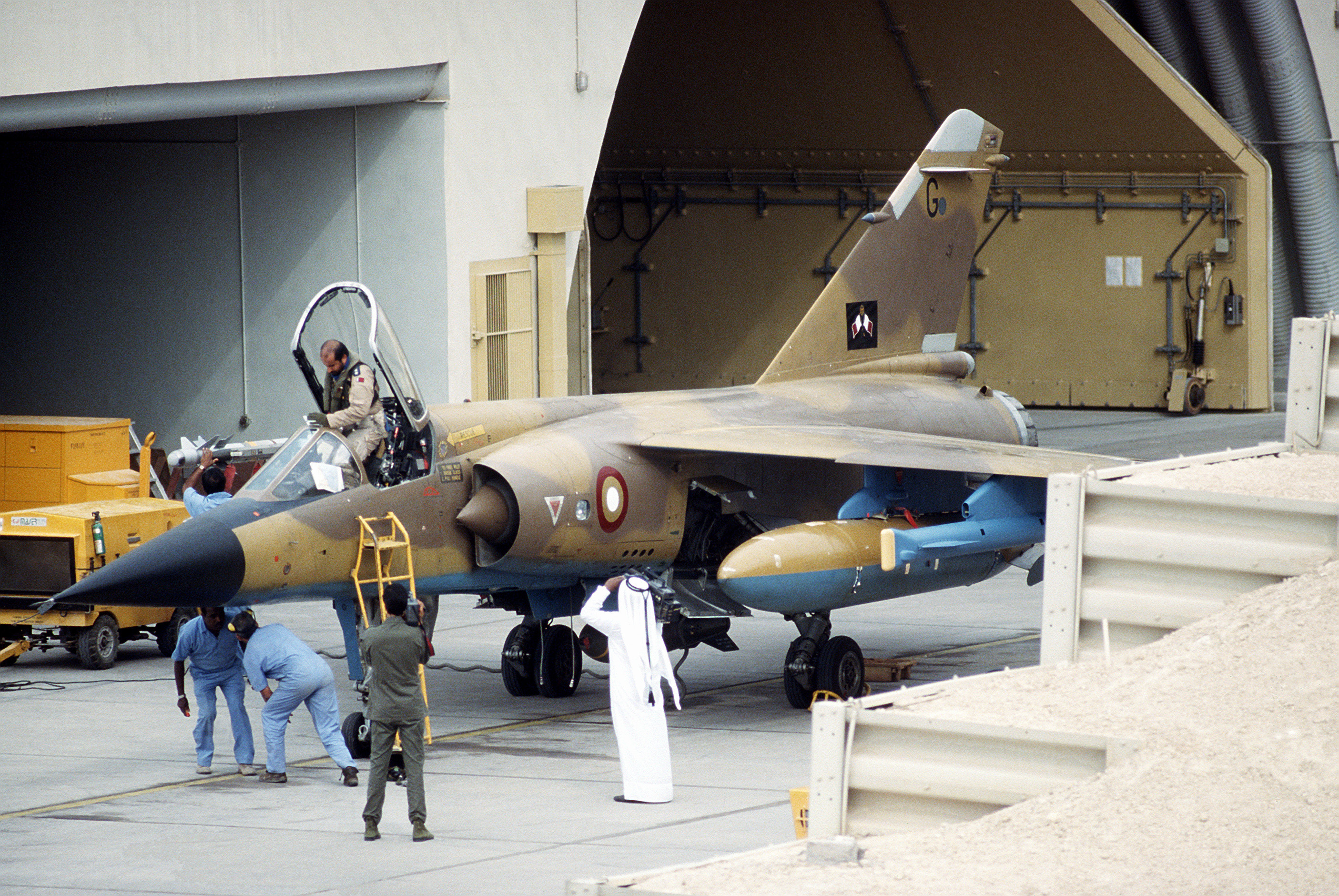
Un Dassault Mirage F1 della QEAF.

L'Aeronautica militare dell'Emirato del Qatar (in lingua inglese: Qatar Emiri Air Force ed abbreviato con QEAF) è l'attuale aeronautica militare del Qatar e parte integrante delle forze armate qatariote.

## Ordine di battaglia
- Aeroporto Internazionale di Doha
  - Squadriglia Trasporti (Transport Squadron)
  - 1º Gruppo Caccia (No. 1 Fighter Wing)
    - 7ª Squadriglia da Superiorità Aerea (No. 7 Air Superiority Squadron)
    - 11ª Squadriglia da Supporto Aereo Ravvicinato (No. 11 Close Air Support Squadron)

  - 2º Gruppo Elicotteri (No. 2 Rotary Wing)
    - 6ª Squadriglia da Supporto Ravvicinato (No. 6 Close Support Squadron)
    - 8ª Squadriglia Anti-Nave di Superficie (No. 8 Anti-Surface Vessel Squadron)
    - 9ª Squadriglia Multiruolo (No. 9 Multirole Squadron)

## Aeromobili in uso
Sezione aggiornata annualmente in base al World Air Force di Flightglobal del corrente anno. Tale dossier non contempla UAV, aerei da trasporto VIP ed eventuali incidenti accorsi durante l'anno della sua pubblicazione. Modifiche giornaliere o mensili che potrebbero portare a discordanze nel tipo di modelli in servizio e nel loro numero rispetto a WAF, vengono apportate in base a siti specializzati, periodici mensili e bimestrali. Tali modifiche vengono apportate onde rendere quanto più aggiornata la tabella.
| Aeromobile                             | Origine                            | Tipo                                            | VersioneVersione (denominazione locale) | In servizio (2024) | Note | Immagine |
| Aerei da combattimento                 |                                    |                                                 |                                         |                    | |          |
| Dassault Rafale                        | Francia                            | cacciabombardiereconversione operativa          | Rafale EQRafale DQ                      | 36                 | 24 aerei (18 Rafale C e 6 Rafale B) ordinati a dicembre 2015, con consegne a partire dal primo trimestre del 2018, più un'opzione di 12 Rafale C trasformata in ordine a dicembre 2017. I primi 5 aerei (4 EQ monoposto ed 1 DQ biposto) sono arrivati in Qatar il 5 giugno 2019. La fornitura comprende missili aria-aria a lungo raggio Meteor e missili aria-superficie Scalp. Seguiti il 3 luglio 2019 da 4 EQ monoposto e 2 DQ biposto, ed il 3 settembre 2019 da 5 EQ monoposto. 3 EQ monoposto ed 1 DQ biposto consegnati il 27 luglio 2021. Consegne completate nel 2022.                                                     |          |
| Boeing F-15QA Ababil                   | Stati Uniti                        | cacciabombardiere                               | F-15QA                                  | 48                 | Il 29 settembre 2016 la Casa Bianca ha dato il via libera alla vendita di 72 F-15QA (ultima evoluzione per l'export del cacciabombardiere F-15E Strike Eagle) al Qatar. La fornitura prevede anche sistemi d'arma, supporto logistico, pezzi di ricambio e addestramento dei piloti negli Stati Uniti per un valore di 21.1 miliardi di dollari. Il contratto di vendita è stato ufficialmente approvato dal dipartimento di stato americano il 17 novembre 2016. Il 12 giugno 2017 il governo del Qatar ha firmato un contratto per la fornitura di 36 F-15QA, portati successivamente a 48, con opzione per ulteriori 24 esemplari. |          |
| Eurofighter Typhoon                    | Regno Unito Italia Germania Spagna | cacciabombardiere conversione operativa         | EF-2000AEF-2000B                        | 20                 | 24 esemplari (20 monoposto e 4 biposto) ordinati il 17 settembre 2017 e dotati di radar AESA Captor-E. I primi tre monoposto sono stati consegnati il 25 agosto 2022. |          |
| Aeromobili a pilotaggio remoto         |                                    |                                                 |                                         |                    | |          |
| Baykar Bayraytar TB2                   | Turchia                            | UAV                                             | TB2                                     | 6                  | 6 Bayraktar TB2, due stazioni di controllo a terra, 3 terminali dati a terra, due terminali video e un simulatore di addestramento ordinati nel 2018 e consegnati nel 2019. |          |
| Baykar Makina Gozcu 3                  | Turchia                            | UAV                                             | Gozcu 3                                 | 10                 | 10 Gozcu 3 ordinati nel 2012. |          |
| Aerei da trasporto                     |                                    |                                                 |                                         |                    | |          |
| McDonnell Douglas C-17 Globemaster III | Stati Uniti                        | aereo da trasporto strategico                   | C-17A                                   | 8                  | 4 aerei ordinati e consegnati tra il 2009 ed il 2012. Ulteriori 4 aerei ordinati a giugno 2015. |          |
| Lockheed Martin C-130J Super Hercules  | Stati Uniti                        | aereo da trasporto                              | C-130J-30                               | 4                  | 4 ordinati per 393 milioni di dollari USA nel 2008 e consegnati tra il 2010 e il 2011. |          |
| Pilatus PC-24                          | Svizzera                           | trasporto VIP aereo da addestramento            | PC-24                                   | 1                  | 2 PC-24 ordinati a novembre 2020 (ordine reso noto ad aprile 2021), che saranno impiegati sia per l'addestramento, sia per il trasporto VIP. |          |
| Airbus A340                            | Unione europea                     | trasporto VIP                                   | A340                                    | 1                  | 1 A340 in servizio al settembre 2021, ma appartenente alla flotta personale dell'emiro Al-Thani. |          |
| Dassault Falcon 900                    | Francia                            | trasporto VIP                                   | Falcon 900                              | 2                  | 2 Falcon 900 in servizio al settembre 2021, ma appartenenti alla flotta personale dell'emiro Al-Thani. |          |
| Dassault Falcon 2000                   | Francia                            | trasporto VIP                                   | Falcon 2000LX                           | 0                  | 1 Falcon 2000LX ordinato. |          |
| Boeing 707                             | Stati Uniti                        | trasporto VIP                                   | B 707                                   | 2                  | 2 B 707 in servizio al settembre 2021, ma appartenenti alla flotta personale dell'emiro Al-Thani. |          |
| Boeing 727                             | Stati Uniti                        | trasporto VIP                                   | B 727                                   | 1                  | 1 B 727 in servizio al settembre 2021, ma appartenente alla flotta personale dell'emiro Al-Thani. |          |
| Aerei da addestramento                 |                                    |                                                 |                                         |                    | |          |
| Leonardo M-346 Master                  | Italia                             | aereo da addestramento                          | T-346B                                  | 6                  | 6 M-346 (ridesignati T-346B) ordinati nel 2021, con i primi quattro consegnati nella seconda metà del 2021, mentre i restanti due rispettivamente nel settembre e nel dicembre del 2022. Sono stati accorpati con registrazioni italiane alla International Flight Training School, dove i piloti vengono addestrati da istruttori della scuola e gli aerei sono sottoposti a manutenzione. |          |
| Dassault-Dornier Alpha Jet             | Francia Germania                   | aereo da addestramento aereo d'attacco al suolo | Alpha Jet E                             | 6                  | 6 Alpha Jet E ordinati a partire dal 1979. |          |
| Pilatus PC-21                          | Svizzera                           | aereo da addestramento                          | PC-21                                   | 24                 | 24 PC-21 ordinati nel 2012. |          |
| BAE Hawk                               | Regno Unito                        | aereo da addestramento                          | Hawk Mk. 167                            | 9                  | 9 Hawk Mk. 167 ordinati a giugno 2018 con consegne a partire dal 2021. I primi due esemplari sono stati consegnati sulla RAF Leeming il 1 settembre 2021, dove saranno utilizzati per sostenere il joint Qatari-United Kingdom Hawk training squadron. |          |
| MFI-395 Super Mushshak                 | Pakistan                           | aereo da addestramento                          | MFI-395                                 | 8                  | 8 MFI-395 acquistati nel 2017. |          |
| Elicotteri                             |                                    |                                                 |                                         |                    | |          |
| Aérospatiale SA 341 Gazelle            | Francia                            | elicottero d'attaccoelicottero multiruolo       | SA-342LSA-342G                          | 11                 | 14 SA 342G/L Gazelle, armati di missili anticarro HOT, ricevuti dal 1983. 2 SA 342 sono stati ceduti alla Force Aérienne Rwandaise e consegnati il 4 marzo 2022. |          |
| AgustaWestland AW139                   | Italia                             | elicottero multiruolo                           | AW139M                                  | 21                 | 18 AW139M ordinati per 260 milioni di euro nel 2008, più 3 esemplari aggiuntivi sono stati ordinati nel marzo 2011 per i servizi di Medevac. |          |
| NHIndustries NH90                      | Italia                             | elicottero utilityelicottero antisommergibile   | NH-90TTHNH-90NFH                        | 22                 | 28 (16 TTH e 12 NFH) ordinati a marzo 2018 e consegnati a partire dal 2022. Anche i 12 NFH saranno forniti all'Aeronautica, che ha la responsabilità di tutto ciò che vola delle FA qatarine. Il primo esemplare, della versione TTH, è stato consegnato il 10 dicembre 2021. I primi due esemplari della versione NFH sono stati consegnati il 31 marzo 2022. |          |
| Boeing AH-64 Apache Guardian           | Stati Uniti                        | elicottero d'attacco                            | AH-64E                                  | 24                 | 24 AH-64E Apache Guardian ordinati nel luglio 2014, consegnati tra il 14 marzo 2019 ed il 16 giugno 2020. Ulteriori 24 AH-64E ordinati nel marzo del 2019 con consegne entro il 2024. |          |
| Airbus H125                            | Unione europea                     | elicottero da addestramento                     | H125                                    | 2                  | 16 ordinati nel 2018, con consegne nello stesso anno. |          |

## Aeromobili ritirati
- AgustaWestland AW169 - 4 esemplari (2021-2023)[62][1][63][64]
- Dassault Mirage 2000-5EDA - 9 esemplari (1994-2023)[65][1][23]
- Dassault Mirage 2000-5DDA - 3 esemplari (1994-2023)[65][1][23]
- Westland Commando Mk.2A/Mk.3 - 12 esemplari (1975-2021)[2][66][67][68]
- Dassault Mirage F1EDA - 12 esemplari (1983-1994)[69][2]
- Dassault Mirage F1DDA - 3 esemplari (1983-1994)[2][69]
- Hawker Hunter - 3 esemplari (1971-1981)[2]
- Aérospatiale AS 332F Super Puma - 1 esemplare acquisito nel 1983.[2]